# Helen Nielsen
Helen Nielsen (* 23. Oktober 1918 in Roseville, Illinois; † 22. Juni 2002 in Prescott, Arizona) war eine US-amerikanische Journalistin und Schriftstellerin.

## Leben
Nielsen wuchs auf der elterlichen Farm in der Nähe von Roseville auf. Später ging sie nach Chicago und verbrachte dort ihre gesamte Schulzeit. An der University of Chicago studierte sie Journalismus, Kunst und technisches Zeichnen, später wechselte sie an das Art Institute of Chicago.
Zu Beginn des Zweiten Weltkriegs arbeitete Nielsen als technische Zeichnerin in der Flugzeugindustrie; unter anderem  wirkte sie dort an der Entwicklung der Flugzeuge Convair B-36 und Lockheed P-80 mit. 1942 ging Nielsen nach Kalifornien. Viele Jahre arbeitete sie für die „Traumfabrik Hollywood“ und lebte in Laguna Beach beziehungsweise in Oceanside.
Die letzten Jahre ihres Lebens verbrachte Nielsen in Prescott (Arizona). Dort starb sie am 22. Juni 2002 im Alter von 83 Jahren und fand dort auch ihre letzte Ruhestätte.

## Rezeption
In Südkalifornien, wo sie den größten Teil ihres Lebens lebte und arbeitete, siedelte sie auch die Geschehnisse der meisten ihrer Kriminalromane an. Ihr Œuvre umfasst neben Filmskripten/Drehbüchern viele Erzählungen und ungefähr zwanzig Kriminalromane. Letztere veröffentlichte sie immer unter ihrem eigenen Namen, ansonsten verwendete sie des Öfteren das Pseudonym Kris Giles.

## Werke (Auswahl)

### Simon Drake Serie
1. Das weiße Boot. Kriminalroman (After Midnight). Goldmann, München 1967.
2. Gefährliches Wissen. Kriminalroman (Killer in the Street). Goldmann, München 1968.
3. Mord ist ansteckend. Kriminalroman (The Darkest Hour). Goldmann, München 1969.
4. Schlüssel und Ring. Kriminalroman (Severed Key). Goldmann, München 1974, ISBN 3-442-25928-2.
5. Millionen für Mexiko. Kriminalroman (Brink of Murder). Goldmann, München 1977, ISBN 3-442-04664-5

### Weitere Romane
- Aphrodite gesucht. Kriminalroman („Shot on location“). Goldmann, München 1974, ISBN 3-442-25948-7.
- Ein folgenschwerer Freispruch. Kriminalroman („Verdict suspended“). Goldmann, München 1980, ISBN 3-442-04885-0.
- Die Frau auf dem Dach. Kriminalroman („The woman on the roof“). Goldmann, München 1955.
- Der fünfte Besucher. Kriminalroman („The fifth caller“). Goldmann, München 1961.
- Grün wie Smaragde. Kriminalroman („Sing me a murder“). Goldmann, München 1971 (früherer Titel Wer ist der Mörder?).
- Im Schatten jener Stunde. Kriminalroman („The kind man“). Goldmann, München 1960.
- Intermezzo in Chicago. Kriminalroman („Gold Coast Nocturne“). Goldmann, München 1959 (auch unter dem Titel Geheimnis einer Nacht).
- Papagei des Teufels. Kriminalroman („Borrow the night“). Goldmann, München 1958.
- Reise ins Verhängnis. Kriminalroman („False witness“). Desch, München 1961.
- Der Umweg. Kriminalroman („Detour“). Goldmann, München 1955.
- Das Verbrechen war Mord. Kriminalroman („The crime is murder“). Goldmann, München 1957.
- Virginia und die Puppe. Kriminalroman („Obit delayed“). Goldmann, München 1960.

## Verfilmungen
- Terence Fisher (Regie): Blackout. 1954 (nach ihrem Roman Gold Coast Nocture)
- The Fifth Caller. 1961 (13. Folge der Fernsehserie Heute Abend Dick Powell).